# Löpkoua
Löpkoua (Coua cursor) är en fågel i familjen gökar inom ordningen gökfåglar.

## Utbredning och systematik
Fågelns utbredningsområde är halvtorra låglänta skogar på sydvästra Madagaskar. Den behandlas som monotypisk, det vill säga att den inte delas in i några underarter.

## Status
IUCN kategoriserar arten som livskraftig.